# A.M.
A.M. är Wilcos debutalbum, utgivet 28 mars 1995.

## Låtlista
När inte annat anges är låtarna skrivna av Jeff Tweedy.
1. "I Must Be High" – 2:59
2. "Casino Queen" – 2:45
3. "Box Full of Letters" – 3:05
4. "Shouldn't Be Ashamed" – 3:28
5. "Pick Up the Change" – 2:56
6. "I Thought I Held You" – 3:49
7. "That's Not the Issue" – 3:19
8. "It's Just That Simple" (John Stirratt) – 3:45
9. "Should've Been in Love" – 3:36
10. "Passenger Side" – 3:33
11. "Dash 7" – 3:29
12. "Blue Eyed Soul" – 4:05
13. "Too Far Apart" – 3:44

### Fotnoter
1. ↑  Erlewine, Stephen Thomas. ”A.M”. Allmusic.com. http://www.allmusic.com/album/am-r210529. Läst 26 februari 2011.